# 鶴の湯温泉 (和歌山県)
鶴の湯温泉（つるのゆおんせん）は、和歌山県日高郡みなべ町（旧国紀伊国）にある温泉。

## 泉質
- ナトリウム-炭酸水素塩泉

## 温泉街
町営の日帰り入浴施設および宿泊施設が存在する。
温泉地では、毎年2月に温泉への感謝祭が行われる。

## 歴史
開湯時期は不明だが、江戸時代には既に地元の人が利用していたという。
開湯伝説では、この温泉で傷を癒していたツルを発見したとされ、温泉名もこれに因んでいる。
現在の入浴施設は、1994年に南部川村により建設された。温泉への感謝祭は1999年から行われている。

## アクセス
- 鉄道 : 紀勢本線南部駅より「みなべコミバス」中心部ルートまたは山間部ルート。タクシーの場合は所要約20分。